# Torella dei Lombardi
Torella dei Lombardi är en kommun i provinsen Avellino, i regionen Kampanien. Kommunen hade 2 081 invånare (2017) och gränsar till kommunerna Castelfranci, Nusco, Paternopoli, Sant'Angelo dei Lombardi samt Villamaina.